# Kronika wypadków miłosnych (film)
Kronika wypadków miłosnych − polski dramat obyczajowy z 1986 roku w reżyserii Andrzeja Wajdy, zrealizowany na podstawie scenariusza Tadeusza Konwickiego, opartego na jego własnej powieści pod tym samym tytułem.

## Fabuła
Miejscem akcji jest Wilno i jego okolice (bohater dojeżdża koleją do szkoły), zaś czas to przeddzień wybuchu II wojny światowej. Film opowiada w poetycki i nostalgiczny sposób historię wchodzenia w dorosłość grupy młodych ludzi. Głównym wątkiem jest miłość maturzystów Witka i Aliny.
Jest wiosna 1939 roku. Witek zakochuje się w córce polskiego oficera, Alinie. Dziewczyna z trudem akceptuje miłość chłopca, ale w końcu zgadza się na randkę. Razem planują ucieczkę po maturze. Umawiają się po ogłoszeniu wyników egzaminów. Niestety, Witek nie zdał matury. Wkrótce dowiaduje się, że Alina wyjeżdża za granicę. Dziewczyna jednak przychodzi na ostatnie spotkanie w białej, „ślubnej” sukience. Nasyceni sobą zasypiają nad brzegiem rzeki. Budzi ich wycie syren alarmowych zwiastujących wybuch wojny.

## Obsada
- Paulina Młynarska (Alina)
- Piotr Wawrzyńczak (Witek)
- Magdalena Wójcik (Zuza, koleżanka Aliny)
- Dariusz Dobkowski (Engel)
- Bernadetta Machała-Krzemińska (Greta)
- Jarosław Gruda (Lowa)
- Joanna Szczepkowska (Cecylia)
- Gabriela Kownacka (Olimpia)
- Krystyna Zachwatowicz (matka Witka)
- Bohdana Majda (matka Cecylii i Olimpii)
- Adrianna Godlewska (Nałęczowa, matka Aliny)
- Jerzy Klesyk (kuzynek Sylwek)
- Jerzy Block (dziadek Witka)
- Beata Poźniak (Zosia, pokojówka Nałęczów)
- Leonard Pietraszak (Nałęcz, ojciec Aliny)
- Tadeusz Łomnicki (pastor Baum, ojciec Grety i Engela)
- Tadeusz Konwicki (Nieznajomy)

## Produkcja
Film kręcono w Przemyślu (m.in. obecna ul. Zamkowa, pl. Legionów, dworzec kolejowy), który imitował przedwojenne Wilno. Scena nabożeństwa w cerkwi została nagrana w Siemiatyczach, w tamtejszej cerkwi prawosławnej. Film kręcono też w Drohiczynie (Góra Zamkowa, cmentarz) oraz w Lublinie (ul. Noworybna). Przemarsz 13. Pułku Ułanów Wileńskich zrealizowano w okolicy miejscowości Bogusławice, korzystając z koni z tamtejszego Stada Ogierów. Pozostałe wykorzystane przez filmowców lokacje to: Kazimierz Dolny, Obory (skarpa wiślana w pobliżu Domu Pracy Twórczej), warszawski Anin (dom przy ul. Trawiastej), Cieksyn (stacja kolejowa) i Dęblin (most kolejowy).
Muzykę do filmu skomponował Wojciech Kilar. Oprócz tego w obrazie pojawiają się dwa polskie tanga − To ostatnia niedziela oraz Jesienne róże. Oba utwory mają aranżację stylizowaną na czasy przedwojenne, a wykonuje je Zbigniew Wodecki. W jednej ze scen, z udziałem Tadeusza Konwickiego, słychać także utwór zespołu TSA Heavy metal świat pochodzący z płyty Heavy Metal World (1984).

## Kontrowersje
Grająca główną rolę Paulina Młynarska podczas kręcenia zdjęć miała 14 lat; twierdzi, że aby nagrać sceny erotyczne z jej udziałem, była odurzana środkami uspokajającymi i alkoholem. Odpowiedzialnością za to obarcza Wajdę.